# Pietro Omodeo
Pietro Temistocle Omodeo (Cefalù, 27 settembre 1919 – Siena, 20 gennaio 2024) è stato un biologo e saggista italiano, studioso naturalista e ambientalista, specializzato nell'evoluzione e nella tassonomia degli oligocheti, considerato grazie ai suoi studi uno dei padri della moderna zoologia italiana e internazionale.

## Biografia
Nato a Cefalù (Palermo) il 27 settembre 1919, figlio dello storico italiano Adolfo Omodeo, si trasferì qualche anno dopo con la famiglia a Napoli dove svolse gli studi fino a conseguire la maturità classica al Liceo Sannazaro nel 1936. Studiò in seguito Scienze Naturali a Pisa (i primi tre anni alla Scuola Normale) e laureandosi sotto la direzione di Giuseppe Colosi nel giugno 1940, con una tesi dal titolo La circolazione del sangue nei lombrichi.
Sotto le armi dal 15 luglio 1939, nel dicembre 1940 si ritrovò in nord-Africa e nel novembre 1942 fu fatto prigioniero in Egitto. Rimpatriato nel 1946, venne smobilitato nell'aprile dello stesso anno.
A partire dal 1945 fu assistente a Napoli alla cattedra di Zoologia diretta da Umberto Pierantoni. Lavorò alla Stazione zoologica di Napoli in embriologia e citologia. Ottenne il perfezionamento in zoologia alla Scuola Normale di Pisa nel 1946 e la libera docenza in zoologia nel 1947. Nel 1949 divenne assistente a Siena alla cattedra di biologia diretta da Emanuele Padoa occupadosi di citologia, di tassonomia e di storia della biologia. Nel biennio 1959 - 1960 fu professore straordinario di Biologia generale all'Università degli Studi di Siena.
Nel quinquennio 1951 - 1955 fu assessore alla cultura nell'amministrazione provinciale di Siena. Dal 1952 al 1965 fu consigliere anziano (vicepresidente) del Policlinico Universitario locale.
Nel quadriennio 1956 - 1960 fu consigliere comunale a Siena e dal 1960 al 1965 presidente del Consiglio dell'Orfanatrofio di San Marco.
Nel biennio 1965 - 1966 fu professore all'Università degli Studi di Padova, titolare della cattedra di Zoologia dove insegnò i temi zoologici sopra citati e anche evoluzionismo e biocibernetica.
Nel 1967 curò l'edizione italiana dell'Interpretazione della Natura di Diderot (Editori Riuniti) e Viaggio di un naturalista intorno al mondo, Autobiografia, Lettere del viaggio di Darwin (Feltrinelli, Milano). Nel 1969 tradusse e pubblicò le Opere di Lamarck per UTET (Torino). Dal 1969 al 1984 diresse la rivista Bollettino di Zoologia (poi Italian Journal of Zoology). Nel 1977 pubblicò Biologia presso l'UTET (seconda edizione 1983).
Nel 1980 pubblicò con Borsellino, Vecli e Wanke Development in Biohpysical Research (Plenum Press, New York & London).
Il presidente della Repubblica Sandro Pertini gli conferì la Medaglia d'oro dei Benemeriti della Scuola, della Cultura, dell'Arte nel 1979. Nel 1983 si trasferì all'Università di Roma Tor Vergata; pubblicò con Bonvicini Pagliai On earthworms (ed. Mucchi, Modena). Proseguì quindi in quell'università le sue ricerche di tassonomia e di storia della biologia e pubblicò Creazionismo e Evoluzionismo (Laterza 1988) e Biologia con rabbia e con amore (UNITOR, poi Aracne, Roma 1989).
A partire dal 1990, ospite dell'Università di Siena, lavorò sui temi di tassonomia, evoluzionismo e citologia: Gli abissi del tempo (Aracne 2000), Alle origini delle scienze naturali 1492-1632 (Rubbettino, Catanzaro 2001). Nel 2011 pubblicò Evoluzione della cellula (ed. ETS, Pisa).
Nel 2003 la sua collezione libraria, comprensiva di circa 2000 opere di interesse storico-naturalistico, pertinenti principalmente all'evoluzionismo e alla storia della biologia e di cui circa 250 antiche, stampate fra il 1541 e il 1821, precedentemente collocata presso il dipartimento di biologia evolutiva dell'Università di Siena, fu trasferita presso la biblioteca del Museo Galileo.
Duante i suoi ultimi anni di vita gestì anche un gruppo Facebook dedicato all'informazione e discussione sullo stato del pianeta e della crisi climatica. Il 27 settembre 2019 compì 100 anni d'età e per l'occasione l'Università di Siena organizzò, presso l'Accademia dei Fisiocritici, una  celebrazione con un simposio intorno al suo lavoro. Morì a Siena il 20 gennaio 2024 all'età di 104 anni.

## Opere
Fra i numerosi scritti pubblicati da Pietro Omodeo:
- Considerazioni sull'evoluzione dei vertebrati terrestri, Firenze, L'arte della stampa, 1964.
- Lezioni di biologia, Padova, Cortina, 1971.
- Storia naturale ed evoluzione, Le Scienze, 1979.
- Biologia, 2ª ed., Torino, UTET, 1983, ISBN 88-02-03700-0.
- Creazionismo ed evoluzionismo, Laterza, 1984, ISBN 88-420-2452-X. Edizione 2022 a cura di Emilia Rota, Editrice Bibliografica, ISBN 8893575159.
- Annamaria Dell'Antonio, Pietro Omodeo, Nila Negrin Saviolo, Corso introduttivo alla psicologia fisiologica, 2ª ed., Padova, Cortina, 1984, ISBN 88-7784-007-2.
- Biologia, con rabbia e con amore, Aracne, 1989, ISBN 88-7999-099-3.
- Gli abissi del tempo, Roma, Aracne, 2000.
- Alle origini delle scienze naturali (1492-1632), Catanzaro, Rubbettino, 2001.
- Evoluzione della cellula. Un approccio multidisciplinare, ETS, 2011, ISBN 88-467-2920-X.
- Amerigo Vespucci e l'annuncio del nuovo mondo, Artemide 2017